# هدسون تيمز
هدسون تيمز (ولد في 19 مارس 1994) هو ممثل ومغني أمريكي اشتهر بتقديم صوت بديل لشخصية بيتر باركر / سبايدرمان من توم هولاند في العديد من الأجزاء المتحركة من عالم مارفل السينمائي (MCU)، وأبرزها الرجل العنكبوت الصديق الودود بالحي (2025).

## الحياة المهنية
على خطى والده، بايرون تيمز ، سعى هدسون تيمز إلى ممارسة مهنة في التمثيل والموسيقى. وقع مع شركة ريبابليك ريكوردز في عام 2015، وبعد إصدار العديد من الأغاني الفردية، أصدر ألبومه الأول بامبينو في 24 يناير 2025.
في عام 2021، تم اختياره لأداء صوت بيتر باركر / سبايدر مان في المسلسل التلفزيوني ماذا لو ...؟ من عالم مارفل السينمائي.، ليحل محل توم هولاند ، الذي يجسد الشخصية في أفلام الحركة الحية. أعاد تمثيل الدور في المسلسل المتحرك لعام 2025 بعنوان الرجل العنكبوت الصديق الودود بالحي .

## فيلموغرافيا

### الأفلام
| السنة | العنوان                             | الدور         | ملاحظات                  |
| ----- | ----------------------------------- | ------------- | ------------------------ |
| 2007  | بوكس بوردرز! [الإنجليزية]           | ريك جيمس      |                          |
| 2008  | عظم جاف [الإنجليزية]                | ابن           |                          |
| 2009  | حروب العرائس                        | أصوات إضافية  |                          |
| 2010  | مارمادوك                            | كلب جانح      | دور الصوت                |
| 2013  | حكاية الأميرة كاغويا                | صديق قديم     | دور صوتي؛ دبلجة إنجليزية |
| 2015  | القائمة أ                           | إريك شولتز    |                          |
| 2015  | الجنس والموت والبولينج [الإنجليزية] | شون المراهق   |                          |
| 2018  | الجيل القادم                        | أصوات إضافية  |                          |
| 2021  | أكثر بكثير                          | شون المراهق   |                          |
| 2025  | البلوط                              | فليتشر ويلسون |                          |

### التلفزيون
| السنة     | العنوان                                                 | الدور                  | ملاحظات                                  |
| --------- | ------------------------------------------------------- | ---------------------- | ---------------------------------------- |
| 2006      | مغامرات الرجل الوسيم الكبير وصديقه الصغير               | شاب                    | حلقة تجريبية تلفزيونية                   |
| 2007      | بدون أثر                                                | جاي دوغلاس             | الحلقة: "الصبي الضائع"                   |
| 2008      | أمير مدينة السيارات                                     | جيمي الشاب             | حلقة تجريبية تلفزيونية                   |
| 2010      | حتى الموت [الإنجليزية]                                  | فيلدمان                | حلقتين                                   |
| 2011      | الحامي                                                  | رجل                    | الحلقة: "الصف"                           |
| 2011      | هزها                                                    | دارتانيان              | حلقتين                                   |
| 2011      | عقول إجرامية                                            | راندي سليد             | الحلقة: "بدون ألم"                       |
| 2011      | مخرج 19                                                 | ديريك                  | حلقة تجريبية تلفزيونية                   |
| 2011–2012 | تحكم في المزيج                                          | تايلر                  | ممثل رئيسي                               |
| 2012      | تحياتي من الوطن                                         | كريس                   | ممثل رئيسي                               |
| 2012–2013 | ماليبو كانتري [الإنجليزية]                              | حكيم                   | يتكرر                                    |
| 2012–2013 | الحياة السرية للمراهق الأمريكي                          | بريان                  | يتكرر                                    |
| 2013      | رجال مجنونة                                             | ميتشل روزن             | الحلقة: "الخدمات"                        |
| 2013      | مرحباً بكم في العائلة [الإنجليزية]                       | نوح                    | الحلقة: "مولي وجونيور يجدان مكانًا"       |
| 2015      | دلاء كيربي [الإنجليزية]                                 | ديفين                  | الحلقة: "يوم القط"                       |
| 2017      | حفلات المبيت                                            | ديلون جيمس             | حلقة تجريبية تلفزيونية                   |
| 2019      | أعتقد أنه يجب عليك المغادرة مع تيم روبنسون [الإنجليزية] | كالب ذهب               | الحلقة: "أنا أرتدي أحد أحزمتهم الآن"     |
| 2020      | الروح الأمريكية [الإنجليزية]                            | إلتون جون              | حلقتين                                   |
| 2021      | ماذا لو...؟                                             | بيتر باركر / سبايدرمان | دور صوتي؛ الحلقة: " ماذا لو... زومبي؟! " |
| 2021      | أشباح                                                   | كراش                   | الحلقة: "الطيار"                         |
| 2025      | الرجل العنكبوت الصديق الودود بالحي                      | بيتر باركر / سبايدرمان | دور صوتي؛ ممثل رئيسي                     |
| 2025      | مارفل زومبي                                             | بيتر باركر / سبايدرمان | دور صوتي                                 |

## روابط خارجية
- هدسون تيمز في قاعدة بيانات الأفلام على الإنترنت